# Typhloglomeris ljubetensis
Typhloglomeris ljubetensis är en mångfotingart som först beskrevs av Carl Graf Attems 1929.  Typhloglomeris ljubetensis ingår i släktet Typhloglomeris och familjen Glomeridellidae. Inga underarter finns listade i Catalogue of Life.